# Górnik Zabrze w sezonie 1958
Sezon 1958 był 10. sezonem w historii klubu i 3. z kolei na najwyższym poziomie rozgrywek ligowych. Górnik zakończył rozgrywki I ligi (rozgrywanej systemem wiosna-jesień) na trzecim miejscu.

## Stadion
W związku z rozpoczętą w 1958 roku rozbudową stadionu przy obecnej ul. Roosevelta 81, Górnik rozgrywał mecze w roli gospodarza na 4 śląskich stadionach: Stadionie Śląskim w Chorzowie (6 spotkań), stadionie w Zabrzu (2 pierwsze spotkania), stadionie Piasta w Gliwicach (2 spotkania) oraz na stadionie Ruchu w Chorzowie (1 mecz).
Informacje dotyczące frekwencji według Przeglądu Sportowego (www.wikigornik.pl)

## I Liga

### Tabela
| Poz. | Drużyna          | M  | Punkty | Z  | R | P | Bramki | Bramki | Bramki |
| Poz. | Drużyna          | M  | Punkty | Z  | R | P | +      | -      | +/-    |
| ---- | ---------------- | -- | ------ | -- | - | - | ------ | ------ | ------ |
| 1    | ŁKS Łódź         | 22 | 32     | 13 | 6 | 3 | 61     | 24     | 37     |
| 2    | Polonia Bytom    | 22 | 31     | 12 | 7 | 3 | 49     | 21     | 28     |
| 3    | Górnik Zabrze    | 22 | 27     | 10 | 7 | 5 | 57     | 31     | 26     |
| 4    | Ruch Chorzów     | 22 | 27     | 11 | 5 | 6 | 38     | 28     | 10     |
| 5    | Gwardia Warszawa | 22 | 27     | 12 | 3 | 7 | 42     | 39     | 3      |

### Wyniki spotkań
| Mecz           | Data            | Stadion   | Przeciwnik        | Wynik | Punkty | Strzelcy                                  |
| -------------- | --------------- | --------- | ----------------- | ----- | ------ | ----------------------------------------- |
| Runda wiosenna |                 |           |                   |       |        |                                           |
| 1              | 16 marca        | Sosnowiec | Stal Sosnowiec    | 4:2   | 2      | Jankowski (2), Pohl, Masłoń (sam.)        |
| 2              | 23 marca        | Zabrze    | Budowlani Opole   | 6:0   | 4      | Lentner, Kowal (2), Pohl (2), Jankowski   |
| 3              | 30 marca        | Kraków    | Cracovia          | 5:1   | 6      | Lentner (2), Kowal, Pohl, Fojcik          |
| 4              | 13 kwietnia     | Zabrze    | Gwardia Warszawa  | 3:4   | 6      | Kowal, Jankowski, Pohl                    |
| 5              | 20 kwietnia     | Bydgoszcz | Polonia Bydgoszcz | 0:0   | 7      | -                                         |
| 6              | 27 kwietnia     | Chorzów   | Polonia Bytom     | 3:1   | 9      | Lentner, Fojcik, Pohl                     |
| 7              | 4 maja          | Warszawa  | Legia Warszawa    | 2:3   | 9      | Kostaniak (sam.), Lentner                 |
| 8              | 18 maja         | Gliwice   | Lechia Gdańsk     | 2:2   | 10     | Fojcik (2)                                |
| 9              | 4 czerwca       | Chorzów   | Ruch Chorzów      | 0:0   | 11     | -                                         |
| 10             | 8 czerwca       | Gliwice   | Wisła Kraków      | 3:4   | 11     | Jankowski (2), Pohl                       |
| 11             | 14 czerwca      | Łódź      | ŁKS Łódź          | 1:4   | 11     | Lentner                                   |
| Runda jesienna |                 |           |                   |       |        |                                           |
| 12             | 22 lipca        | Chorzów   | Stal Sosnowiec    | 1:0   | 13     | Gawlik                                    |
| 13             | 27 lipca        | Opole     | Budowlani Opole   | 1:1   | 14     | Kowal                                     |
| 14             | 3 sierpnia      | Chorzów   | Cracovia          | 5:1   | 16     | Pieczka, Jankowski, Kowal, Czech, Franosz |
| 15             | 10 sierpnia     | Warszawa  | Gwardia Warszawa  | 1:2   | 16     | Czech                                     |
| 16             | 14 sierpnia     | Chorzów   | Polonia Bydgoszcz | 8:0   | 18     | Kowal, Jankowski (5), Gawlik (2)          |
| 17             | 17 sierpnia     | Bytom     | Polonia Bytom     | 1:1   | 19     | Fojcik                                    |
| 18             | 24 sierpnia     | Chorzów   | Legia Warszawa    | 4:0   | 21     | Gawlik (2), Jankowski, Fojcik             |
| 19             | 6 września      | Gdańsk    | Lechia Gdańsk     | 2:1   | 23     | Pieczka, Fojcik                           |
| 20             | 12 października | Chorzów   | Ruch Chorzów      | 2:1   | 25     | Jankowski, Kowal                          |
| 21             | 19 października | Kraków    | Wisła Kraków      | 3:3   | 26     | Jankowski (2), Lentner                    |
| 22             | 26 października | Chorzów   | ŁKS Łódź          | 0:0   | 27     | -                                         |

    zwycięstwo     remis     porażka

## Mecze towarzyskie
| Data                                | Stadion     | Przeciwnik                 | Wynik | Strzelcy                                                 |
| ----------------------------------- | ----------- | -------------------------- | ----- | -------------------------------------------------------- |
| Puchar Zimowy                       |             |                            |       |                                                          |
| 8 lutego                            | Lubliniec   | LKS Lubliniec              | 7:0   | brak danych                                              |
| 16 lutego                           | brak danych | Huta Zabrze                | 5:0   | brak danych                                              |
| 23 lutego                           | brak danych | Iskra Siemianowice Śląskie | 9:0   | Jankowski (3), Pohl (3), Lentner (2), Kowal              |
| 2 marca                             | brak danych | Slavia Ruda Śląska         | 4:0   | Jankowski, Szalecki, Kowal, Pohl                         |
| marzec                              | brak danych | Naprzód Lipiny             | 4:0   | Pohl, Lentner, Szalecki, Fojcik                          |
| 16 kwietnia                         | Zabrze      | Ruch Chorzów               | 5:2   | Lentner (3), Jankowski (2)                               |
| 21 września                         | Gdańsk      | Lechia Gdańsk              | 3:2   | Pohl, Kowal (2)                                          |
| 2 listopada                         | Chorzów     | Polonia Bytom              | 2:4   | Pohl, Wieczorek (sam.)                                   |
| Rozegrane w trakcie rundy wiosennej |             |                            |       |                                                          |
| 9 marca                             | Poznań      | Lech Poznań                | 1:1   | Pohl                                                     |
| 6 kwietnia                          | Zabrze      | Preußen Münster            | 1:2   | Fojcik                                                   |
| 7 kwietnia                          | brak danych | Wiener SC                  | 2:2   | Jankowski, Fojcik                                        |
| 28 maja                             | brak danych | Piast Gliwice              | 0:3   | -                                                        |
| czerwiec                            | brak danych | FC Nantes                  | 1:1   | brak danych                                              |
| Rozegrane w trakcie rundy jesiennej |             |                            |       |                                                          |
| 16 lipca                            | Ustroń      | Rapid Wełnowiec            | 5:2   | brak danych                                              |
| 19 września                         | brak danych | Unia Racibórz              | 1:3   | Franosz                                                  |
| 22 września                         | brak danych | Pomorzanin Toruń           | 5:1   | Pohl (2), Jankowski, Szalecki, Kowal                     |
| 9 października                      | brak danych | Skra Częstochowa           | 4:1   | brak danych                                              |
| 23 listopada                        | Rzeszów     | Stal Rzeszów               | 2:1   | Myśliwczyk (sam.), Fojcik                                |
| 30 listopada                        | brak danych | Budowlani Opole            | 0:2   | -                                                        |
| 4 grudnia                           | Zabrze      | Ruch Chorzów               | 6:3   | Pohl (2), Lentner, Burczyk, Bomba (sam.), Nieroba (sam.) |
| brak danych                         | brak danych | Zamkowiec Toszek           | 8:1   | brak danych                                              |

    zwycięstwo     remis     porażka

## Zawodnicy

### Skład
| Zawodnik           | Data urodzenia   | W klubie od | Poprzedni klub      | I Liga    | I Liga | RAZEM | RAZEM |
| ------------------ | ---------------- | ----------- | ------------------- | --------- | ------ | ----- | ----- |
| Zawodnik           | Data urodzenia   | W klubie od | Poprzedni klub      | Bramkarze |        |       |       |
| Józef Kaczmarczyk  | 25 stycznia 1931 | 1949        | Pogoń Zabrze        | 18        | -      | 18    | -     |
| Józef Machnik      | 29 sierpnia 1931 | 1956        | Wawel Kraków        | 4         | -      | 4     | -     |
| Obrońcy            |                  |             |                     |           |        |       |       |
| Stefan Florenski   | 17 grudnia 1933  | 1957        | Sośnica Gliwice     | 22        | -      | 22    | -     |
| Henryk Hajduk      | 30 kwietnia 1932 | 1956        | Polonia Gdańsk      | 19        | -      | 19    | -     |
| Rajnhold Dworaczek | 11 maja 1935     | 1955        | ZFMG Zabrze         | 1         | -      | 1     | -     |
| Pomocnicy          |                  |             |                     |           |        |       |       |
| Henryk Czech       | 21 września 1934 | 1948        | Pogoń Zabrze        | 16        | 2      | 16    | 2     |
| Ginter Gawlik      | 5 grudnia 1930   | 1949        | Górnik Biskupice    | 20        | 5      | 20    | 5     |
| Jan Pieczka        | 13 stycznia 1936 | 1956        | wychowanek          | 8         | 2      | 8     | 2     |
| Henryk Szalecki    | 25 lutego 1933   | 1948        | Zjednoczenie Zabrze | 5         | -      | 5     | -     |
| Napastnicy         |                  |             |                     |           |        |       |       |
| Bernard Burczyk    | 17 lutego 1940   | 1957        | wychowanek          | 1         | -      | 1     | -     |
| Manfred Fojcik     | 16 lipca 1924    | 1949        | Górnik Biskupice    | 16        | 7      | 16    | 7     |
| Antoni Franosz     | 9 lutego 1928    | 1948        | Pogoń Zabrze        | 21        | 1      | 21    | 1     |
| Edward Jankowski   | 9 stycznia 1930  | 1955        | Górnik Radlin       | 21        | 16     | 21    | 16    |
| Edmund Kowal       | 16 lutego 1931   | 1957        | Legia Warszawa      | 21        | 8      | 21    | 8     |
| Roman Lentner      | 15 grudnia 1937  | 1956        | Czarni Chropaczów   | 13        | 7      | 13    | 7     |
| Marian Olejnik     | 26 sierpnia 1928 | 1955        | Górnik Radlin       | 22        | -      | 22    | -     |
| Ernest Pohl        | 3 listopada 1932 | 1956        | Legia Warszawa      | 13        | 7      | 13    | 7     |

### Transfery

#### Przyszli
| Poz | Nazwisko        | Poprzedni klub |
| --- | --------------- | -------------- |
| NA  | Bernard Burczyk | wychowanek     |

#### Odeszli
| Poz | Nazwisko         | Nowy klub          |
| --- | ---------------- | ------------------ |
| PO  | Eryk Nowara      | TuS Lintfort       |
| NA  | Ewald Wiśniowski | Górnik 20 Katowice |
| NA  | Jan Kowalski     | Pogoń Zabrze       |

#### Skład podstawowy
| Poz | Zawodnik           | I Liga | Razem |
| --- | ------------------ | ------ | ----- |
| OB  | Stefan Florenski   | 22     | 22    |
| NA  | Marian Olejnik     | 22     | 22    |
| NA  | Manfred Fojcik     | 21     | 21    |
| NA  | Edward Jankowski   | 21     | 21    |
| NA  | Edmund Kowal       | 21     | 21    |
| PO  | Ginter Gawlik      | 20     | 20    |
| OB  | Henryk Hajduk      | 19     | 19    |
| BR  | Józef Kaczmarczyk  | 18     | 18    |
| PO  | Henryk Czech       | 16     | 16    |
| NA  | Antoni Franosz     | 16     | 16    |
| NA  | Roman Lentner      | 13     | 13    |
| NA  | Ernest Pohl        | 13     | 13    |
| BR  | Józef Machnik      | 4      | 4     |
| PO  | Henryk Szalecki    | 5      | 5     |
| PO  | Jan Pieczka        | 8      | 8     |
| NA  | Bernard Burczyk    | 1      | 1     |
| OB  | Rajnhold Dworaczek | 1      | 1     |

    podstawowa jedenastka